# Wilhelm Bonse-Geuking
Wilhelm Bonse-Geuking (* 26. August 1941 in Arnsberg, Sauerland) ist ein deutscher Bergbauingenieur und Industriemanager.

## Leben
Nach dem Abitur 1960 am Kaiser-Karls-Gymnasium in Aachen leistete er von 1962 bis 1963 seinen freiwilligen Wehrdienst ab als Reserveoffiziersanwärter bei der Panzertruppe. Sein letzter Dienstgrad war nach einer Reihe von Wehrübungen bis 1968 Hauptmann der Reserve. Von 1963 bis 1968 studierte er Bergbau an der RWTH Aachen (Abschluss Dipl.-Ing.).
Während seiner ersten Berufsjahre arbeitete er für die WIBERA Wirtschaftsberatung AG, Düsseldorf, heute PricewaterhouseCoopers (PwC), in der technisch-wirtschaftlichen Beratung. Ab 1972 war er imVeba-Konzern, heute E.ON, tätig, zuerst bis 1974 im Vorstand der Landesgasversorgung Niedersachsen AG. Anschließend baute er bei der Veba AG den Energiestab auf und führte ab 1978 im Vorstand der Veba Oel AG den neu geschaffenen Upstream-Bereich (Exploration und Produktion von Erdöl und Erdgas); außerdem war er für Forschung und Entwicklung verantwortlich. 
Von 1995 bis 2002 war er Vorstandsvorsitzender der Veba Oel AG und nach deren Übernahme durch BP in 2002 bis Mitte 2004 Vorstandsvorsitzender der Deutsche BP AG (heute BP Europa SE). Bereits ab 2003 war er als Group Vice President Europa-Chef und Mitglied der Konzernführung der BP-Group bis zu seiner Pensionierung in 2006. Anschließend war er bis zur Berufung in den Vorstand der RAG-Stiftung Strategic Advisor des Group Chief Executive der BP plc.
Er war Honorarkonsul der Republik Venezuela (1998–2002), Vorsitzender der Bundesfachkommission „Energie“ und Mitglied des Präsidiums des Wirtschaftsrates der CDU (2000–2005), Präsident des Verbandes der europäischen Mineralölwirtschaft (früher EUROPIA; jetzt FUELS EUROPE) von 2002 bis zum 13. Juli 2007 und Vorsitzender des Präsidiums des Deutschen Verkehrsforums von 2004 zum 13. Juli 2007.
Bonse-Geuking wurde am 13. Juni 2007 von der Bundesregierung, den Bergbau-Ländern Nordrhein-Westfalen und Saarland und der IGBCE zum Vorsitzenden des Gründungsvorstands der RAG-Stiftung berufen.  Bonse-Geuking war deren Vorsitzender bis zum 1. Dezember 2012. Die RAG-Stiftung trug (und trägt) die Verantwortung für die planmäßige Stilllegung der letzten Bergwerke der RAG Aktiengesellschaft und den Aufbau eines Kapitalvermögens für die Finanzierung der Ewigkeitsaufgaben aus dem deutschen Steinkohlenbergbau (Grubenwasserhaltung, Poldermaßnahmen und Grundwasserreinigung).
Von 2007 bis 2012 war Bonse-Geuking Vorsitzender der Aufsichtsräte des Chemie- und Energiekonzerns Evonik Industries AG, der RAG Aktiengesellschaft und der Deutsche Steinkohle AG. Von 2005 bis Mai 2013 war er Vorsitzender des Aufsichtsrates der BP Europa SE.
Er war von 2010 bis 2019 Vorsitzender des Stiftungsrates der „Stiftung Internationaler Karlspreis zu Aachen“ und bis 2020 Mitglied des Kuratorium der „Hochschule für Philosophie“ in München. Bis 2021 war er mit mehreren Aufgaben im Bereich der katholischen Kirche ehrenamtlich tätig.
Bonse-Geuking ist seit 1974 mit Annette Bonse-Geuking geb. Wolbring-Geuking verheiratet. Das Ehepaar hat drei Söhne.